# Friday the 13th (pel·lícula de 2009)
Friday the 13th (literalment en català 'Divendres 13') és una pel·lícula slasher, remake de l'original de 1980, de 2009. Va ser dirigida per Marcus Nispel i escrita per Damian Shannon i Mark Swift. Nispel també dirigí La matança de Texas, i els escriptors van escriure el guió per a Freddy vs Jason. Friday the 13th ens mostra Clay Miller, el qual busca la seva germana desapareguda, Whitney, que, acampada al camp Crystal Lake, la va segrestar Jason Voorhees (l'assassí principal).
La pel·lícula es va pensar per explicar els orígens de "Divendres 13", però finalment es va decantar per tornar-la a refer amb remodelacions dels quatre primers lliuraments de la saga dels 80. En aquest cas, sí que van utilitzar la màscara d'hoquei per a Jason, la qual no va aparèixer fins a la tercera part de la saga. Van utilitzar també algun fragment de música de les bandes dels quatre lliuraments.
Es va estrenar el divendres 13 de febrer de 2009 en molts cinemes. Encara que la pel·lícula fou mal interpretada pels crítics cinematogràfics, va guanyar 19 milions la primera nit i 40, el cap de setmana d'estrena. Divendres 13 va obtenir dos rècords: el primer va ser tenir el dia d'estrena més llarg per a la pel·lícula de la saga i el cap de setmana més llarg per a qualsevol pel·lícula de terror. També és la segona pel·lícula de la saga que ha aconseguit més diners, amb 65 milions als Estats Units, i 91 en tot el món.

## Argument
Cinc joves decideixen acampar a Crystal Lake després d'estar molts anys abandonats, però tots comencen a morir d'un en un.
Sis setmanes després, Clay Miller busca una de les noies que estava a Crystal Lake sis setmanes abans, la seva germana. I es troba amb un grup de joves en una casa de Crystal Lake, on un nen es va ofegar molts anys enrere i ha tornat a la vida. Els joves passaran els pitjors dies de la seva vida.
La pel·lícula comença amb cinc joves perduts buscant marihuana desesperadament. Al final, decideixen acampar a Crystal Lake, un lloc de càmping abandonat. A la nit, mentre uns se'n van a investigar, Whitney i Mike, els altres es queden a la foguera, però dos dels tres decideixen tenir sexe, així que fan fora l'altre. Però aquest s'allunya i troba marihuana, just abans de ser assassinat per un home misteriós.
Els altres dos tenen sexe dintre una tenda de campanya, però Richie, el noi, sent un soroll i s'escapa mentre la noia queda abandonada i és trobada per l'home, Jason. Quan Richie torna, perquè sent uns crits, es troba la noia penjant d'un sac sobre la foguera, cremant-se viva. Ell s'enganxa en una trampa per a rates. Whitney presencia la mort de Mike, i torna amb els altres, quan es troba Richie i l'intenta salvar, però aquest és atrapat per Jason. Ella està a punt de morir, però la imatge desapareix.
Sis setmanes després, observem Clay Miller buscant la seva germana, Whitney. Es troba set joves que s'internen a la casa del pare d'un d'ells. Clay es troba amb una senyora que li diu que és impossible que la seva germana segueixi viva. Ell es troba amb Jessie, una noia disposada a ajudar-lo, que també formava part del grup dels set joves. Clay es troba amb un home, però aquest, després d'informar-lo que no sap on és la seva germana, és assassinat per Jason, el qual troba la seva màscara d'hoquei particular.
Més tard, dos joves, mentre fan skate sobre l'aigua, són assassinats. Dos joves fan sexe dintre la casa mentre Clay i Jessie observen com Jason porta els cadàvers dels seus amics. Seguidament, un dels joves és assassinat i l'altre el busca, però és apunyalat amb una destral a l'esquena. Un policia arriba a la casa, però és assassinat per Jason. Una de les noies és assassinada i seguidament, un noi és apunyalat i clavat a unes punxes per Jason. Clay i Jessie troben Witney, la qual restava sota un soterrani segrestada per Jason. Però, escapant d'ell, Jessie és assassinada i els altres dos escapen i aconsegueixen matar finalment Jason.
Al final, els dos supervivents es troben al llac i tiren el cadàver de Jason a l'aigua. Però aquest reviu i salta sobre Whitney i s'acaba la pel·lícula.

## Producció
New Line Cinema va aprovar la idea de Michael Bay, Brad Fuller i Andrew Form per refer una nova pel·lícula de la saga Friday the 13th. Es van passar un any treballant-hi amb Crystal Lake Entertainment, una productora feta per Sean S. Cunningham gràcies a la saga Friday the 13th. Fuller and Form es van negar a fer l'onzena o la dotzena part de la saga, volien refer-la novament amb fragments de les quatres primeres parts.
Decidit ja que la pel·lícula no tractaria sobre l'origen de les altres parts, van anunciar que ells volien fer una nova història per al personatge de Jason.
A l'octubre de 2007, Shannon i Swift, escriptors de Freddy vs Jason, van treballar en el guió de la pel·lícula. Jonathan Liebesman va ser el primer a ser proposat com a director però, per conflictes, Fuller i Form van decantar-se per triar la segona opció: Marcus Nispel. L'escenari es va decidir el 21 d'abril de 2008 a Austin, Texas, i es va començar a rodar el 13 de juny de 2008.

## Efectes visuals
Asylum Visual Effects es va encarregar de la tasca dels efectes visuals de Divendres 13. Hi havia moments en què Asylum havia de crear diverses preses, en molts cops per la seguretat dels actors i per ensenyar com ho han realitzat al director. Asylum va obtindre el guió abans del rodatge per saber ben bé quin tipus d'efectes s'utilitzarien en el film.
Una de les primeres escenes que se li va donar a Asylum va ser la mort d'Amanda. En la pel·lícula, Jason l'embolicava dintre d'un sac i la penjava sobre la foguera. Pel risc de l'actriu, Asylum va haver de crear dues preses en ordre per poder mostrar Amanda dintre del sac, cremant-se. Van crear dos tipus de fogueres virtuals i John Stewart, encarregat d'Asylum, va gravar unes preses amb foc de veritat. En l'edició, van aixecar una mica les flames perquè donés la impressió adequada. Una altra escena seria quan una de les víctimes, Chelsea, és copejada amb un vaixell. Era massa perillosa aquella tasca per a una persona, així que Asylum va gravar l'actriu, encarregada de donar vida a Chelsea, fent veure que xocava contra el vaixell. I amb efectes especials, van afegir el vaixell corresponent.
Asylum va haver d'encarregar-se també de les morts que provocava Jason amb el matxet. En el cas de la mort de Richie, a qui Jason clava l'arma al cap, el director va ordenar que l'arma es fes més curta i, Derek Mears (Jason Voorhees) fes l'acció, però a uns quants metres de l'actor. Aleshores, Asylum va acabar d'allargar el matxet, incrustant-lo al cap del personatge.
Asylum també es va haver d'encarregar de la mort de Nolan, el qual és travessat amb una sageta al cap. L'agència d'efectes va haver de crear la sageta digital en la postproducció. Una altra escena que van encarregar va ser la mort d'un personatge que és travessat per una destral, i a l'escena es pot observar com Jason llança la destral des d'una llarga distància i dona perfectament a l'esquena de l'actor. Així que Asylum va haver de crear un model 3D de la destral. I una de les últimes que se li van donar va ser la penúltima mort de la pel·lícula, en la qual Jason llança un noi contra unes espines de metall, les quals Asylum va haver de crear digitalment i incrustar-les a l'esquena del personatge.

## Creant Jason
L'artista d'efectes Scott Stoddard va definir l'aparença de Jason com una barreja entre la funció que van fer en Friday the 13th part 2 i Friday the 13th: The Final Chapter. La versió de Stoddard inclou poc cabell i una cara totalment deformada. Mears, l'actor que dona vida a Jason, va voler disfressar-se tot el cos per interpretar l'assassí característic de la saga. Stoddard tardava tres hores i mitja a vestir l'actor per donar una autèntica sensació del personatge. A partir de l'escena en què Jason troba la màscara d'hoquei, Stoddard només tardava una hora a maquillar Derek.
Mears vestia unes botes i un jersei amb tot de forats. La jaqueta de Jason es va fer a partir d'una jaqueta militar i d'altres.

## Música
En la proposició de formar la pel·lícula a partir de fragments de les quatre parts, Fuller i Form ordenaren a l'estudi que demanessin els drets de la música al compositor i intèrpret Harry Manfredini per la seva versió del 2009.
Finalment, van escollir Steve Jablonsky per compondre la banda sonora amb l'ajuda de la música de Harry Manfredini per a la nova versió.

## Estrena
El divendres 13 de febrer de 2009, Divendres 13 es va estrenar en 3.015 sales a Nord-amèrica. La versió de 2009 va rebre la més gran aclamació de tota la saga, incloent el film Freddy vs Jason. El film va aparèixer en DVD, en Blu-Ray i Apple TV el 16 de juny d'aquell mateix any. En el DVD contenia escenes extenses de la pel·lícula i molt més.

## Box Office
El dia de l'estrena, el film va guanyar 19 milions de dòlars i va avançar altres respectives parts de la saga, de les quals la més grossa va ser la més moderna amb uns 15 milions. Del dia 14 al 16, el cap de setmana d'estrena, la pel·lícula va rebre uns 24 milions del cap de setmana de quatre dies que tenien, amb 43 milions. Va ser el segon lliurament amb més taquilla de tots, amb 40 milions.
El segon cap de setmana, va caure la taquilla un 85,5%, recaptaren només 2 milions. I en total, va recaptar set milions. Com a resultat, el film va passar del lloc 1 al 6 del box office. Al final del box office, Divendres 13 ja havia recaptat 65 milions.
Als Estats Units, quan la van treure ja dels cinemes, havia recaptat uns 65 milions, però li van sumar 26 milions més d'altres països, sumant una xifra de 91 milions de dòlars en total.